# وینیامین کاگان
وینیامین فدوروویچ کاگان (روسی: Вениами́н Фёдорович Ка́ган؛ ۱۰ مارس ۱۸۶۹ – ۸ مهٔ ۱۹۵۳) ریاضی‌دان اهل روسیه و شوروی و متخصص در هندسه نااقلیدسی بود.